# Valentino Coda
Valentino Coda (Pozzolo Formigaro, 8 giugno 1881 – Varese, 31 agosto 1921) è stato un politico, avvocato e giornalista italiano. Fu il primo deputato fascista ad accedere al Parlamento. Nel 1921 in occasione del discorso alla camera di Matteotti urlò : "viva i fasci di combattimento"

## Biografia

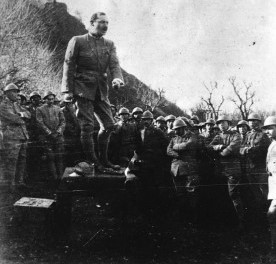
Valentino Coda incuora i combattenti alla resistenza e alla vittoria.

Fu un volontario durante la prima guerra mondiale, ottenendo due decorazioni al valore militare. La sua carriera politica parlamentare inizia come deputato della XXV legislatura del Regno di'Italia, rappresentando Genova-Porto Maurizio, sostituendo Orazio Raimondo.
Portò avanti diverse battaglie nazionali, continuando la sua attività anche come primo deputato fascista al parlamento. A Genova aveva dal 1919 organizzato e inquadrato le forze dell'ordine contro i sovversivi.
Muore a Varese il 31 agosto 1921.

## Pubblicazioni
- Due anni di guerra con la brigata Liguria, Sonzogno, Milano, 1919.
- Dalla Bainsizza al Piave, Milano, 1919.
- Saggio su Bertrand Barere.
- D. Baldi (a cura di), Valentino Coda, tribuno e soldato fascista, Milano 1935.